# カラオケ大賞 (千葉テレビ放送)
『カラオケ大賞』（カラオケたいしょう）は、千葉テレビ放送（チバテレ）で放送されている素人参加型のカラオケ番組。2022年に放送40周年に達し、2023年8月14日放送で放送2000回を迎える長寿番組である。

## 概要
1982年（昭和57年）1月6日に『千葉テレビカラオケ大賞』としてスタート。2003年からは局の愛称が「ちばテレビ」に変更されたことに伴い『ちばテレビカラオケ大賞21』に改題。2006年には同じく「チバテレビ」に変更されたことに伴い『チバテレビカラオケ大賞21』に改題した。その後、「チバテレ」に変更されても改題しなかったが、2019年（平成31年）番組リニューアルをし、『カラオケ大賞』に改題した。
2010年以降の本放送は月曜20:00 - 20:55に放送されている。再放送は2020年までは日曜17:00 - 17:55に放送されていたが、2021年からは平日8時台の演歌・歌謡曲枠でもある水曜8:00 - 8:55に放送されている。なお、日曜の再放送が特別番組等（競輪中継、高校野球県予選中継等）で放送できない場合や、グランドチャンピオン大会が90分枠の場合は平日の午後などに振り替えられている。
以下、本項において『カラオケ大賞』とは1982年1月から2002年12月と2019年1月からの放送分について称し、2003年1月から2018年12月については『カラオケ大賞21』と称することとする。

## 番組の流れ

### 概要

#### 1982年 - 2020年
毎週6〜7名（週により異なる）の素人が出場し、最高得点者が今週のチャンピオンとなる（ただし、今週のチャンピオンが即グランドチャンピオン大会ないし選抜大会に出演できるかはその年のルールによる）。通常は「トップ賞（2018年までは、今週のチャンピオン）」のほか、「チバテレ賞（旧：「ちばテレビ賞」「チバテレビ賞」）」「熱演賞」「努力賞」などがある。加えて、下位受賞者を対象とした商品（旧：「惜しくも賞を逃された方全員」向けの商品）がある。ごく稀に「特別賞」（歌唱などの面で特別に表彰）、「ベストドレッサー賞」（個性的な衣装で番組を盛り上げた人を表彰）などがこれらとは別に送られることがある。応援団に対する「応援賞」は番組開始当初からあったらしく、「カラオケ大賞」時代は視聴者に贈られる回が少なくはなかった（ただし、「応援賞」は2019年のリニューアルと共に廃止された）。また、グランドチャンピオン大会は（カラオケ大賞 第6期）と（カラオケ大賞21 初期）は3か月に1度の選抜大会に選出すれば毎年12月のグランドチャンピオン大会に出場したが、選抜大会廃止に伴い再び6月・12月の2回に変更した。2012年からは選抜大会が復活し、グランドチャンピオン大会は12月の年1回に変更される。
番組に出場するには、番組のオーディションで出場できた同じチバテレの『カラオケトライアル』シリーズ（2020年9月終了）とは異なり（「カラオケトライアル#番組概要」を参照）、協力店と呼ばれる店舗からの推薦が必要となる。協力店は千葉県内にあるカラオケ喫茶、音楽教室、健康ランドなどのほか、一部地域でチバテレが視聴可能範囲である茨城県・東京都にも存在する。例外として、後述する親睦旅行での参加の場合（優勝して選抜大会出場を決めた場合は、後付けで協力店の推薦を得る場合あり）、何らかの理由で協力店自体が閉店・協力店契約解除になった場合は、推薦のない一般枠として出場となる。
また、『カラオケ大賞21』初期までは審査員長によるカラオケレッスンコーナーがあった。その後2019年のリニューアルで一度復活したものの、あまりにも参加者が少なく、僅か1年で廃止された。
毎回途中でゲスト歌手による歌の披露、そして協力店からの告知コーナー（出場予選会、カラオケ勉強会など）がある。

#### 2021年 - 現在
これまでは「週チャンピオン」から「グランドチャンピオン」を目指すというのが大きな流れであったが、放送開始40年を機に大きく変更される。2020年9月に終了した『カラオケトライアル』に近いような形になり、事前に申請したランキングの合格を目指す形となった。詳細は以下の通り（いずれも2020年10月に、地商総業（現：地商）サイトでの番組ホームページおよびYouTubeにて発表）。
- これまでは協力店からの推薦を原則としていたが、一般からの応募も解禁された。あわせて、オーディション費用を徴収することになった。
  - ただしこれまで通りに協力店経由で応募したほうが、一般よりもある程度優遇されている。
    - オーディション費用は協力店経由のほうが3,000円安く設定されている。2021年度は一般で13,000円、協力店経由で10,000円である。2022年度以降は一般で15,000円、協力店経由で12,000円である。
    - 出場枠は、協力店推薦枠が優先される。一般応募については、「第一優先：初出場」「第二優先：前回不合格」「第三優先：その他」の順で、応募が一般枠を超えている場合は抽選となる。

  - 未成年・学生の場合は、協力店であるカラオケ喫茶等の客層ではないため、それに配慮して半額となっている。
  - プロの参加は認めていない。プロとは、「過去にレコード、CDなどで曲をリリースしたことがある人」を指している。
- 「オーディション」イコール「番組収録」であり、月1回オーディションが行われる。その中から、事前に申請したランキング以上の点数を出せば「合格」となり、ランキングが認定されるとともに、オンエアーの対象となる。逆に不合格の場合は放送されず、事実上のお蔵入りになる。
  - 審査員が審査委員長を含めた3名となり、審査委員長、ゲスト審査員、レコード会社プロデューサー[注 4]の3名で構成される。
  - ランキングは、Eが一番低く、D,C,B,A,S,SSとランクが上がり、最高ランクはSSSである。3人が、1人あたり100点満点で採点し、合計300点満点となる。最低ランクのEは230点以上、最高ランクのSSSは285点以上となる。
  - 引き続き80歳以上を対象としたグランドシニア枠が設けられており、グランドシニアは、全てのランクで5点低く設定されている[注 5]。
  - 従前同様に、歌詞間違いは大幅減点となるため、事実上不合格となる。すなわち該当者はお蔵入りが事実上確定するため、通常放送で歌詞間違いが含まれる歌唱はそもそも放送されない。
  - Sランク以上は、1段階ずつ挑戦していく形となり、飛び級はできない（例：Sランク合格後に、SSSランクへの挑戦はできない）。また、Sランクに挑戦できるのは、以下のいずれかに該当する場合に限られる。
    - Aランクを獲得済み。
    - 2016年 - 2020年のグランドチャンピオン大会で入賞。
    - 2015年以前のいずれかのグランドチャンピオン大会で、グランドチャンピオン（優勝）[注 6]。

  - 例えば、Bランク（一般で260点以上）で挑戦した場合、260点以上獲得すればBランク獲得でオンエアー決定だが、259点以下であればお蔵入りである。ただしこの場合でも、Eランク以上の点数であればランキングは認定される（250点であれば、オンエアーはカットされるがCランクには認定される）。逆に、申請したランク以上の点数を獲得した場合（この例では270点以上のAランク以上相当）であっても、申請したランク以上にはランキングされない[注 7]。
  - ランキングの有効期限は1年間。その間にオーディション申し込みがない場合は、ランクがリセットされる。この場合、Aランク以下でもしも以前に合格したランクに再挑戦する場合は、以前に合格したときと同じ曲で挑戦することはできず、別の曲を用意する必要がある（例：Bランクを所持していたが失効してしまい、1年以上経過後に再度Bランク再取得に挑戦する場合）。ただし、以前に挑戦して不合格だったランクに再挑戦する場合は、同じ曲で再挑戦することは可能である。
  - 1回のオーディションが1ヶ月（4週）分の放送枠となり、オーディション合格者の人数を4で割った数だけ1回のオンエアーで流される。仮に合格者が多かったり少なかったりした場合でも、人数調整は行われない。
    - 合格者が少なめの月の場合は、単発企画や、2020年にも穴埋めで行われていた「きょうの推薦曲」を挿入するなどの調整が行われる。
    - 第5月曜がある月の場合は、当該日の本放送および当該週の再放送を行わず、穴埋め番組などを編成する[注 8]。

  - オーディションは月1回、原則チバテレのAスタジオで行われる。回によっては、『カラオケトライアル』でもかつてあった出張オーディションも行われる。初回は2021年6月放送分が、茂原市にある茂原ショッピングプラザアスモ[注 9]で行われた。
- 週チャンピオンや各賞を選定しないため、通常放送への出演者の商品は、参加賞の『月刊歌の手帖』（マガジンランド刊）[注 10]のみである。合わせて、合格者は同誌に名前が掲載される。
  - その代わりとして、当初は視聴者プレゼントが設けられていたが、1年程度で廃止された。
- グランドチャンピオン大会が廃止され、代わりに「カラオケ王座決定戦」が毎年12月収録（翌年1月放送）で行われる（詳細は後述）。

### カラオケ大賞（1982年 - 2002年）

#### 初期（1982年 - 1992年）
毎回の出場者が優勝を競った。優勝すれば「グランドチャンピオン大会」に出場できた。

#### 第2期（1993年 - 1996年）
放送日が金曜から月曜に移行し、一時チャンピオンになればグランドチャンピオン大会に出場する制度を廃止し、「GCコース」に挑戦し95点を超えればグランドチャンピオン大会に出場できる。1回の放送で最高で4人も選出したことがあったが、該当無しも多々あった。審査員の後ろに70 - 100点までの得点ボードがあり、1点ごとに1つ点滅していた。

#### 第3期（1997年 - 1998年）
270点を超えれば、毎年6月・12月のグランドチャンピオン大会に出場できる。1回の放送で最高で3人も選出したことがあったが、第2期と同様に該当無しも多々あった。審査員の後ろに240 - 300点までの得点ボードがあり、2点ごとに1つ点滅していた。また、GC大会得点基準を満たなかった人から「審査員賞」「特別賞」「熱演賞」「ゲスト賞」があった。

#### 第4期（1999年 - 2000年）
259点未満でチャレンジ賞・260点 - 264点でジャンプ賞・265点 - 269点でスター賞そして270点以上でGC賞獲得し、グランドチャンピオン大会に出場できる。得点は1つ点滅方式からデジタル表示に変更したため、一時、審査員の後ろの得点ボードを廃止した。一時期GC大会得点基準を満たなかった人からの賞が無かった。

#### 第5期（2001年 - 2002年）
曲・審査員の評価終了後に得点を発表する。259点未満でチャレンジ賞・260点 - 269点でジャンプ賞・270点以上でスター賞獲得し、この回のスター賞を獲得した人の中から最高得点者がGC賞獲得、そしてグランドチャンピオン大会に出場できる。
この期間で2回、前週がスター賞が出なかった場合の対応が異なっており、1回目は翌週のみGC賞が2人選出する回、2回目は翌週振替なしのGC賞該当者なしの回だった。また、GC大会得点基準を満たない人から「曽根幸明賞」「審査員賞」「エンタープライズ賞」「ゲスト賞」があった。
2002年放送回ではそれとは別に、「ラッキー賞」があり、審査点に自分が引いたボール色の得点を加算した合計点で決め、獲得者に海外旅行などが入ったラッキーボックスに挑戦。引いたボールに書いてあった商品を獲得できる。一度だけ2人出た回があった。この「ラッキー賞」の導入でスター賞に至らなかった人からの賞が「曽根幸明賞」「ゲスト賞」の2つに縮小した。

### カラオケ大賞21（2003年 - 2018年）

#### 初期（2003年 - 2004年）
「カラオケ入門コース」と「GCチャレンジコース」の2コースによる構成。
「カラオケ入門コース」は、歌に自信ないが番組に出たい人が挑戦するコース。伊藤薫先生が唸らせた人に「熱演賞」が贈れたが、ほとんどが該当なしの回だった。
「GCチャレンジコース」は、GCことグランドチャンピオン（Grand Champion）を目指すコース。270点を上回れば歌唱賞<カラオケ大賞 第5期の「スター賞」を相当する>が贈られ、その中から最高得点者がチャンピオンとなり3か月に一度選抜大会が行なわれ、選出すればグランドチャンピオン大会に出場できる。
また、ゲストがこの回出場した全員の中から1人に「ゲスト賞」が贈られた。さらに、最高得点者が280点を上回れば視聴者にハワイ旅行がプレゼントされ、のちに出した人がラッキーボックスを引き、赤玉なら出した人に、白玉なら視聴者にハワイ旅行がプレゼントされる。
『カラオケ大賞21』第1期の得点発表は、ED前の審査発表で行なわれる。ただし、「GCチャレンジコース」希望の出場者のみとなる。

#### 第2期（2005年 - 2007年）
2005年より「入門コース」を撤廃し、一本化に。審査員の合計点数（満点400）によって競い合う。
挑戦後に得点が発表され、トップバッターの人は暫定チャンピオンとしてチャンピオンシートに座る。その後、次の人の得点が上だった場合はその人が暫定チャンピオンとなり、前の人と交代する。これを繰り返し、最終的に週チャンピオンを決定させる。この形式は『カラオケ大賞21』末期に至るまで続いた。
355点以上に＜銀のワッペン＞、360点以上に＜金のワッペン＞が贈られ、週チャンピオンがGC大会に出場できる。

#### 第3期（2008年 - 2009年）
2008年より大きくリニューアル。
審査員の合計点数（満点300）によって競い合う中で、
- 250点未満 ＜B＞
- 250 - 259点 ＜A＞
- 260 - 269点 ＜S＞
- 270 - 279点 ＜SS＞
- 280点以上  ＜SSS＞

ランキング制度を導入。週チャンピオンがGC大会に出場が出来ることは変わらないが、S以上を獲得しないと権利が発生しない。なお、出場者はさすがに推薦を受けた人達であるので、ほとんどの人がAかSにランクされ、月に数名程度SS以上が出る。

#### 第4期（2010年 - 2011年）
2010年より若干リニューアル。タイトルロゴも変更。
第3期同様、300満点には変わりないが、ランキング制度は廃止。第3期では優勝者とランキングSS以上のみに商品が与えられ、それ以外は「チバテレビ賞」や「審査員特別賞」（該当者無しの週もある）等に選ばれないと参加賞の商品のみだった。第4期からは「準優勝」「第3位」にも商品が与えられるようになり、それ以外の特別賞として「チバテレビ賞」「熱演賞」「努力賞」「ゲスト賞」「審査員特別賞」（「チバテレビ賞」「ゲスト賞」以外は、その週の参加人数により調整される）「270点以上獲得者」（第3期のランキングSS以上に該当）がある。これにより、出演者全員何かしらの賞が与えられるようになっており、第3期にあった「惜しくも賞を逃された方全員」用の商品は廃止された。「惜しくも賞を逃された方全員」に代わり、「優勝・準優勝・第3位以外の入賞者」用の商品（いわゆる残念賞のようなもの）が別途設けられた。GC大会はその週の優勝者は参加権利があり、準優勝者は準優勝者同士で争われる敗者復活戦を勝ち抜けばGC大会に出場可能。

#### 第5期（2012年 - 2013年）
2012年より大幅にルール変更され、セットも前期の庭風のものから、宮殿風のものに変更。グランドチャンピオン大会も年1回（12月）に変更となる。
GC大会の前に、2004年以来の選抜大会が復活した。これにより、以下のようなルールとなった。
- 300満点中270点以上（第3期のランキングSS相当）を獲得すれば、無条件でGC大会に出場できる（ただし、2012年は該当者がいなかった）
- 300満点中265点以上獲得または今週のチャンピオン[注 11]になれば、上期・下期に行われる選抜大会への出場権が得られる。GC大会は上期・下期の選抜大会勝者30名に、270点以上獲得者を加えた参加者で争われる。
- 選抜大会は、前回出演時の点数と選抜大会での点数の合算で競われ、上期・下期ともに15名がGC大会に出場できる。選抜大会ではGC大会同様、通常の審査員のほかに地商グループ幹部も審査員に加わる。
- 前期は準優勝者に無条件で敗者復活戦のチャンスがあったが、上記のとおり最低265点以上獲得しなければならず、264点以下なら準優勝でも再度協力店の推薦をとりつけ、番組に出場するところから出直しとなる。

#### 第6期（2014年）
得点自体が3名の審査員各々で200点満点で採点し、合計点（満点は600点）で競われる方式に変更。これにより、以下のようなルールとなった。
- 600満点中570点以上（第3期のランキングSS相当）を獲得すれば、無条件でGC大会に出場できる。
- 今週のチャンピオンまたは600満点中540点以上獲得で、上期・下期に行われる選抜大会への出場権が得られる。選抜大会からGC大会へは各15名が進出できる。
- 上記とは別に、80歳以上の高齢者を対象とした「グランドシニア枠」が設けられ、この枠の中で「グランドシニアチャンピオン」を1名選出する。1年間に出場した全ての80歳以上の出場者の中から、高得点の5人がGC大会へ進出できる。なお、540点以上獲得または今週のチャンピオンになり、通常のグランドチャンピオン大会の参加者として、通常のグランドチャンピオンを目指すことも可能である（ただし、この場合はグランドシニア枠の対象外となり、グランドシニアチャンピオンの権利を失う）。

#### 第7期（2015年 - 2016年）
審査員を、審査委員長の伊藤とゲスト審査員1名の2名体制に変更。1人につき100点満点の合計200点満点で競われる方式に変更。これにより、以下のようなルールになった。
- 200点満点中190点以上を獲得すれば、無条件でGC大会に出場できる。
- 200点満点中180点以上を獲得すれば、無条件で選抜大会に出場できる。
- 今週のチャンピオンは、160点以上獲得を条件に選抜大会に出場できる。
  - 159点以下なら、チャンピオンでも選抜大会に参加できないため、いわゆる「足切り」が発生することになった。ただし、このルールで出場件を得られなかったチャンピオンは1人もいなかった。
  - 選抜大会は前年と異なり、12名がGC大会出場権を得ることができる。しかし2015年上半期では不正獲得者がいたため[注 12]、11名が出場権を獲得した。下半期では特に失格者はなく、12名全員がGC大会出場権を獲得した。
- 2015年は180点未満の準優勝者にはGC大会への道が閉ざされていたが、2016年は168点以上獲得した準優勝者を対象とした敗者復活戦を実施。上位者は選抜大会に復活出場できる。
- 前年同様に、80歳以上の高齢者を対象とした「グランドシニア枠」が継続し、「グランドシニアチャンピオン」を決定する。前期同様、高得点の4人（2015年）、5人（2016年）がGC大会へ進出できる。
- 前期までの「優勝・準優勝・第3位以外の入賞者」向けの商品は、「チバテレビ賞、熱演賞、ゲスト賞受賞者」に変更され、「努力賞」は対象から外された。また、商品提供先も水郷地域にある道の駅・川の駅水の郷さわら、パルナ[注 13]の連名での提供となった。
- 2015年8月17日は浜博也がゲスト出演したが，番組中盤のCM入りの前に「終盤戦の前に.... ゲスト 椎名佐千子さん登場！」と前回分のゲストの名前が誤って表示されていた。その後の放送で訂正やお詫びはなかった。
- 2016年1月25日放送分より第一興商のLIVE DAM STADIUMによる演奏となる。
- 2016年2月15日放送分では2番目出場者の81歳女性が『十勝望郷歌』を歌唱したが、本人が事前に演奏のキー変更を希望していたが、収録時に不手際でキーが変更されておらず、そのまま歌っていたため、声が裏返るなど歌いづらい状態であった。そのことが収録後に発覚したため、放送時には歌唱中に本人・関係者に対してのお詫びのテロップが二度表示された。3番目に出場した建築業勤務の男性は『よこはま物語』を歌唱した。審査員特別賞として、男性の応援に来た84歳の母親が受賞した。審査員長やアシスタントが気に入ったためである。出場者以外の受賞は稀なケースである。

#### 第8期（2017年 - 2018年）
審査委員長が伊戸に変わり、2013年以来久々に300点満点に変更された。ただし、審査員は2名（審査委員長の伊戸とゲスト審査員1名）で変更がない。なお、歌唱のアドバイスとして伊戸の隣にミニピアノが設置されるようになり、曽根幸明の出演時以来の復活となった。
- 300点満点中280点以上を獲得すれば、無条件でGC大会に出場できる。
- 今週のチャンピオンは、無条件で選抜大会に出場できる（前年までの得点足切りは廃止）。選抜大会は、前期・後期ともに13人がGC大会に出場できる。
- 準優勝者も、270点以上獲得した準優勝者を対象とした敗者復活戦を実施。上位者は選抜大会に復活出場できる。
- グランドシニア枠は、前年の5人から3人に減少した。年間を通じて高得点の3人の中から、グランドシニアチャンピオンを決める。
- 2017年5月15日放送分では4番目に出場予定の男性が出場できなくなったため，男性の妻がピンチヒッターとして出場した。5番目の男性は1992年以来の再出場ということであった。6番目にはアシスタントの椎名歩美の祖母が出場しており，親族たちも応援として出演した。
- 2018年4月16日放送分（第1751回）は司会の湯原昌幸が風邪による喉の不調のため，番組進行の大半はアシスタントの椎名歩美が担当した。湯原は補佐的なトークをするのみにとどまった。また普段，湯原が単独で担当しているゲストコーナーには登場せず，代わって椎名が担当した。
- 2018年8月13日放送分（第1768回）は湯原，椎名，審査委員長の伊戸とゲスト審査員の岡千秋は浴衣での出演となった。衣装協力は呉服問屋 日本橋絲いちが担当した。また，司会の湯原は普段眼鏡を着用して出演しているが，この回は裸眼であった。

### カラオケ大賞（2019年 - ）

#### 初期（2019年）
番組タイトル変更などと共に大幅リニューアル。リニューアルの概要は以下のとおり。
- 2004年以来の2コース制となり、出場者は「ステップアップコース」（以下、SUコースと略す）、または「グランドチャンピオンコース」（以下、GCコースと略す）のいずれかを事前に選択して参加する。
  - 「ステップアップコース」は、カラオケ初心者や結果を気にせずテレビに出てみたい人などを対象としている。よって採点は行われず、グランドチャンピオンの対象外となる（歌唱後の審査員による講評はある）。一方で特典として、審査委員長の独断で選出された1名に対し、本編収録後に審査委員長とのマンツーマンレッスンを受ける権利が与えられる。ただし、「当該週がGCコース参加者のみで、SUコース参加者が0人だった」「SUコース参加者がいたが、審査委員長の判断、または出演者の事情（健康面等で、収録後に残るのが難しいなど）があるために該当者なし」のいずれかに該当する場合は、当該週はレッスンそのものがなくなる。そのレッスンの模様は番組の最後に、「イード・ノーリオ[注 14]のステップアップレッスン」として、提供クレジットとともに放送される（前述のSUコース参加者なし・該当者なしの週はコーナー自体が行われず、提供クレジットも結果発表の途中で行われる）。
  - 「グランドチャンピオンコース」は、2018年までの従来通りのルールで、グランドチャンピオンを目指す。番組内では、略して「グラチャンコース」「GCコース」などと呼称されることもある。「トップ賞」（2018年までの「週チャンピオン」）が選抜大会に進出し、そこで勝ち上がるとGC大会に行けることは同じである。「280点以上は、選抜大会免除でGC大会出場」は継続されるが、「準優勝かつ270点以上は、敗者復活戦進出」というルールは廃止されている（後述するように、そもそも「準優勝」自体が廃止されている）。なお、後述するとおり、「グランドシニアチャンピオン」は年2回の単発企画に変更となる。
- セットが、ストリップ劇場風の造りとなり、中央に花道とステージを配したものに変更された。応援団や観客は、このステージを取り囲むように着席する。司会者・アシスタントについても、出場者の歌唱中は、応援団と同じ席に着席して聴くことになる。
- 結果発表は、SUコース・GCコース全員の歌唱終了後に、まとめて行われることになった。最初に、SUコースのレッスン権獲得者（または、該当者なしである旨）の発表を行い、次にGCコース参加者の得点を1人ずつ発表する。GCコース全員の得点発表が終わると、トップ賞の表彰が行われる。なお、SUコース・GCコース関係なく、トップ賞以外の人には「チバテレ賞」「熱演賞」「努力賞」などが何かしら全員に与えられるが、これらの発表は「その他の賞は、ご覧のとおりです」として、1枚画面で発表する形式に簡素化された（2018年までは「努力賞」から1人ずつ発表していた）。
  - 「準優勝」「第3位」は廃止され、トップ賞の次点は「審査員賞」や「チバテレ賞」となった。「ゲスト賞」も廃止された。
- 歌詞を間違えた場合の評価が厳しくなり、該当者は極端に減点となる。また、歌詞間違いで評価を下げた旨の字幕または審査員による説明が行われるようになった[注 15]。
- 歌唱前の、応援団による応援は廃止された（その代わりに、風見が応援団の中から1名にインタビューを行うようになった）。そのため、「応援賞」も廃止された。また詳細は後述するが、応援団による「コマーシャル!」も廃止され、こちらは協力店のオーナーなどがその店舗で撮影したものに変更された。
- 2019年5月より、通常のCMの他に、1人目と2人目の間・5人目と6人目の間など、CM以外での合間でのつなぎとして以下のものが放送されている[注 16]。
  - チバテレにおいて多くCMを出稿している幸内電器産業（千葉県柏市）が、同年5月より新たにスポンサーになり、通常のCMの他上記のつなぎとして同社のCM（何かしらのパロディ形式）を放送している。2019年5月から7月は『古畑任三郎』のパロディ、同年8月から11月はTUBEの名曲の替え歌で、いずれも同社の主力商品であるエコキュートをPRするものである。2019年11月からは『ウルトラファインバブル』をPRするものである。
  - 前述のSUコースの参加者およびレッスン権獲得者があまりにも少なく、イード・ノーリオの出番が少ないため、同様につなぎのコーナーとしてイード・ノーリオによるワンポイントレッスンを設けている（誰かを指導するのではなく、実質、著書の宣伝）。こちらも料理番組のパロディになっていて、伊戸の著書を出しながら「○○ページをご覧下さい」という説明が入る。

#### 第2期（2020年）
基本的なルール、途中につなぎのCMを挟む演出などは2019年と同様であるが、前年度までの「ステップアップコース」が廃止された。そのため、コース制そのものもなくなり、参加者全員がGC大会を目指しての歌唱となった。
しかし2019新型コロナウイルスの影響により、2020年3月以降の放送は、基本的なルールは変更ないものの、番組構成が大幅に変更されている。
2020年3月23日放送（同年3月8日収録分）から4月20日放送（同年3月15日収録分）は、応援団や観客を入れない無観客状態（風見は「無観客カラオケ」と称している）での放送となっていて、以下のとおり変更されていた。
- ゲストは通常毎週1組であるが、2組登場する。通常どおり4人目の歌唱終了後に1組目のゲストが歌唱し、最後の出場者の歌唱終了後に2組目のゲストが歌唱する。事実上、応援団とのトークの時間が空く分の穴埋めである。
- 歌唱中の風見・飯田の着席場所も、応援団席ではなく、審査員席と同じ距離に離れた場所からとなっている。

2020年4月27日放送（当初は同年4月12日収録予定分）から6月1日放送（2020年上期最後のレギュラー放送）は、スタジオ収録そのものを取り止めた。これにより、以下のような形態となっていた。
- 本来収録を行うスタジオとは別の場所（回により異なる）から、審査員長の伊戸が司会を兼任する形で進行する。回によっては、ゲスト審査員が伊戸とは別の場所から出演することもあり、出演者は伊戸単独か、伊戸とゲスト審査員のみとなっている。そのため、本来のMCである風見、アシスタントの飯田は一時的に出演自粛となっている。歌のゲストもこの場にはいない（後述する「きょうの推薦曲」のコーナーに出演）。
- 審査員とは別の場所（通常の番組セットが無い、無背景のスタジオ）、または事前収録（どの場所でも必ず、チュバがデザインされたインタビューボードが設置）で出演者が歌唱を行うので、それを審査し、通常放送同様に講評を述べる。ゲスト審査員がいる場合は、出演者の半分を伊戸・もう半分をゲスト審査員に振り分けて講評を行う。全員の歌唱が終了したところで結果発表（全員の得点発表）が行われ、今週のトップ賞の名前が伊戸より告げられる。
- ゲストの歌唱は「きょうの推薦曲」として、やはり別の場所（ゲストの自宅、所属事務所のオフィス等）で収録した簡単なゲスト本人の挨拶の後に、PVなどが流される。1回の放送で概ね4曲程度が放送され、元々当該週にゲストとしてスタジオに出演予定だった歌手、チバテレ制作の演歌番組出演者（新浜レオン、知里など）、カラオケ大賞関係者（過去のグランドチャンピオン受賞者、協力店のオーナー、地商グループ関係者）などが登場している。あわせて番組の最後に、当番組放送後の21:00に放送の『はじめまして!僕、新浜レオンです!!』の予告が行われることがある。

2020年6月8日放送（同年5月24日収録分）の2020年上期選抜大会より、スタジオ収録が再開された。ただし、以前とは異なる形式となっており、以下のような形態となっている。
- 司会の風見が6月8日放送より、アシスタントの飯田が6月22日放送より復帰した。役割が多少変更されており、風見は全体進行と出場者・曲紹介（従来は飯田が担当する部分）を行い、飯田は別室のナレーションブースからのワイプ映像とともに出演者のエピソード読み上げを行う。4月20日放送までのコロナ対応同様、風見は離れた場所に座り、そこから出場者とのトークを行う。
  - その後10月12日放送で、飯田もスタジオ出演に復帰した。これにより、ほぼ元の役割に戻った。
- 6月8日・15日放送（上期選抜大会）では、審査員長の伊戸はスタジオにおらず、前述のMC兼任時にも一部回で使用していたチバテレ本社内の副調整室で歌唱を聴き、審査を行っていた（ゲスト審査員は不在だった）。6月22日放送より、スタジオの審査員席に復帰し、ゲスト審査員も登場した。
  - そのため、6月8日・15日放送では、出場者は風見も伊戸もいない完全に一人の状態で歌唱を行っていた。
- 歌唱が終了して審査員によるコメントが終了した時点で当日は即帰宅となり、結果発表の段階では既に出場者は誰もいない状態である。
- 6月22日放送より、出演者が歩く部分が短くなり、中央のステージまでの距離が減った。
- 9月14日放送までは無観客が続いていたが、9月21日放送より出演者1人につき最大2名まで、ステージとは離れた場所から拍手のみという条件付きで観覧を再開した。ただし、全員の歌唱が終了した段階で、出演者と共に即帰宅となるため、結果発表の段階では引き続き出演者・観覧者ともにいない状態となる。
- ゲストの歌唱は、引き続き「きょうの推薦曲」の形式で行い、スタジオにはゲストは登場しない。
  - 8月10日放送では、前年2019年に『時のしおり』をリリースした上沼恵美子がVTR出演したこともあり、関東ローカルでしかも千葉ローカルの番組に出演という珍しい形となった。
  - ゲストの収録への参加は、10月26日放送（ゲスト：平松愛理）より復帰した。
- 2020年8月3日から2021年1月11日まで、合間のつなぎが一部変更されている。これまで用いられていた幸内電器産業のCMが通常のCM枠での放送となり[注 17]、新たに地商グループの元商による求人募集のアニメCMがつなぎとして用いられることになった。あわせて、番組の最後に披露されていた今月の歌も、つなぎで使用されるようになった。

#### 第3期（2021年 - 2022年）
前述の通り、ルールが大幅に変更されるとともに、MCも初の女性MCとなる吉岡美穂を起用した。
その他の主な変更点は、以下のとおり。
- 番組セットは、前年までのストリップ劇場風のもの（歩く距離が短くなったもの）をそのまま使用しているが、番組ロゴが青を基調としたものにあわせ、床の色が赤⇒青に変更された。
- 前述の通り審査員が3名に増員されたため、ゲストは審査員席に着席せず、審査には加わらない（歌唱時のみの登場となる）。
- 前年までは出演者1人につき2名まで観覧が認められていたが、1回の収録で数十名出演するために、再度無観客となった。
- 2021年2月1日から2022年2月28日まで放送、エンディングで各審査員にカラオケのアドバイスに関する一言を披露する「きょうの格言」というコーナーが新設された。

#### 第4期（2023年 - 2024年）
2023年2月6日放送分から、MCの原田龍二とアシスタントの山田かれんを起用した。
また、2019年以来4年間使用されてきた、ストリップ劇場風のセットが廃止された。新セットは、出場者の真横で審査員3名が歌唱を聴けるような距離感のものとなった。観覧できるようなスペースはそもそも設けられておらず、引き続き無観客での実施となる。
2024年はSランク以上の上位得点獲得者25名が11月3日収録の選抜大会に進み、そこで12名が12月1日収録のカラオケ王座決定戦に進む。選抜大会は2018年以来6年ぶりの復活。12月放送分は原田が欠席し山田が1人が司会を担当した。

#### 第5期（2025年 - 現在）
新アシスタントとして高梨が就任するとともに、これまで審査員長として毎週審査を担当していた伊戸が「スーパーバイザー」の立場となり、必ずしも毎週審査を担当するとは限らなくなった。

### 特別大会
回によっては、テーマや出場者を特定した特別大会が開催される場合がある。
- 2016年3月14日放送分では「伊藤薫作品大会」と題し、出場者全員が当時審査委員長だった伊藤が作曲した曲に挑戦した。
- 2017年2月20日放送分では「協力店オーナー大会」と題し、各協力店のオーナー自身がカラオケに挑戦した。その際、審査についてはDAM精密採点方式で行なわれた。
- 2017年6月12日・2018年6月11日放送分では、毎年の恒例行事である番組の親睦旅行の模様を放送した。この年はホテルでの宴会行事の1つとして、旅行参加者の中から、乗車したバス（8台）毎に1名ずつ代表者を選出して、出張大会を行った。通常回と同様に、週チャンピオンは選抜大会に参加できるルールで行われた。ただし、審査員がグランドチャンピオン大会同様に地商グループ代表がいる、得点の電光表示機を使用しない、応援賞がない等といった相違点がある。
- 2018年3月5日放送分（第1745回）は「湯原昌幸作品大会」と題し、出場者全員が司会の湯原の曲に挑戦した。この回のチャンピオンには湯原へのリクエストが実現するということになっており，それぞれ出場者は歌唱前に湯原に対してのリクエスト（「協力店に来て歌ってほしい」や「一緒に旅行に行きたい」など）を発表した。
- 2018年7月16日放送分（第1764回）は「デュエット大会」と題し，7組の出場者（男女ペア6組とうち4組目は女性ペア1組）がデュエットソングに挑戦した。番組のオープニングには湯原と椎名のデュエットによる堀内孝雄＆桂銀淑の『都会の天使たち』がフルコーラスで披露された。出場者は各組，番組協力店のオーナーと協力店の常連客というペアである。各協力店のオーナーから店の宣伝も行われた。また，普段は各歌唱の直後に得点が発表されるが，この回では得点の発表がなく番組終盤に各賞とともに伊戸審査委員長から週チャンピオンが発表され，7組目の菅原洋一&シルビアの『アマン』を歌唱した「鳴海耕一ドリームクラブ」ペアが週チャンピオンとなった。このペアはベスト・ドレッサー賞とダブル受賞である。6組目の出場者である「カラオケステージ愛歌」ペアのオーナーは「愛歌ママ」という仮名義で出演し，加納ひろし&小田純平の『エル・クンパンチェロ』を披露した。また、スタジオには小田本人が応援として出演した。
- 2019年4月29日放送分は、第1800回の節目の回であることを記念して、「グランドシニア大会」と題して開催。前年までのグランドシニア同様、80歳以上のみを対象に行われた。前年までと異なり、この1回の放送でグランドシニア優勝者を決定し、優勝者には宿泊券など、通常回のトップ賞と比較して多少豪華な賞品がつくようになっている。2019年以降のグランドシニアはこの形式で、上期・下期の年2回の通常放送で定期開催となった。ただし、2020年上期は新型コロナウイルスの影響で開催されず、下期（2020年9月14日放送分（第1868回））のみの開催となった。グランドシニアについては、2021年以降は前述のとおり、合格に必要な各ランクの得点が79歳以下と比べて5点低くなるハンデが設定されることになった。
- 2020年10月5日放送分（第1871回）は、「J-POP大会」と題して開催。番組史上初めて、出場者全員がJ-POPで挑戦する回として行われた。この回には、前述のCMに出演している幸内電器産業の社長も会社の推薦という形で出演し、CMでも替え歌を披露していたTUBEの曲で審査員賞（トップ賞とは1点差）を受賞した。

### グランドチャンピオン大会
毎年の成績優秀者（選抜方法は年により変わり、詳細は前述を参照）が集結し、グランドチャンピオン（2014年 - 2018年は、グランドシニアチャンピオンを含む）を争う回を実施した。
年1回ないしは2回行われた。2011年までは、収録は第1週か第2週、放送は第3週・第4週（場合により、第4週・第5週の時期もある）で行われ、それぞれ30分拡大の90分で放送していた。2012年から2014年は放送を3週に分けて通常通りの1時間枠で収めることになった。2015年は再度30分拡大の90分で、2週に分けて放送した。
第1回から第42回までは県内の市民会館（主に市原市・東金市。千葉市は行われず）で公開収録したが、第43回（2005年6月）から第61回（2016年12月）までは視聴者などの要望によりチバテレ本社内のスタジオで収録された。毎回およそ30人前後の参加となり、それぞれの応援団も参加した。そのためにスタジオには参加者・応援団が入りきらないので、出番直前直後以外の一部参加者と応援団はチバテレ本社ロビーにパイプ椅子を置いて、そこに待機していた。各賞発表も同様であるため、中にはグランドチャンピオンに選ばれた人がロビーでその一報を聞くこともあった。
第62回からは再び県内のホールでの公開収録に戻った。
審査員はレギュラー審査員1人、ゲスト審査員1人に加え、会場となった市の市長、チバテレビなどの代表などが8人集まっていた。第43回大会以降は審査委員長1人、レギュラー審査員1人、ゲスト審査員1人、地商グループから代表1人の合計4人になった。第60回以降はレギュラー審査員を設けなくなったため、審査委員長1人、ゲスト審査員1人、チバテレの代表取締役社長、地商グループの代表取締役の4名で構成された。なお、地商グループ企業の1つである地商総業（2021年からは「地商」名義でクレジット）が番組企画としてスタッフロールに表示されており、番組スポンサーも大方は地商グループの関連企業または協力店である。
各賞賞状・トロフィーのプレゼンターは、上位は審査員やゲスト歌手が行ったが、他の賞については地商グループ各社の幹部や協力店・協賛各社の代表が務めた（最後のグランドチャンピオン大会となった2020年は、新型コロナウイルスの影響で、優勝を除いた全ての賞についてアシスタントの飯田がプレゼンターを務めた）。
このグランドチャンピオン大会は、2020年12月に放送の第65回を以って終了し、2021年からは次項「カラオケ王座決定戦」に変更された。

### カラオケ王座決定戦
前述の2021年リニューアルに伴い、グランドチャンピオン大会に代わって年1回開催される、毎年の成績優秀者による大会。回数はグランドチャンピオン大会からは通算せず、初回となる2021年12月収録が「第1回」となっている。ちなみに同回においては、第1部は2022年1月17日（再放送：1月22日）、第2部は1月24日（再放送：1月29日）に放送された。なお、放送時間についてはいずれも20時～21時25分（再放送：18時30分～19時55分）だった。
毎年11月収録（12月放送）までに行われた出場者の中から上位獲得者のみで年1回行われ、当該年度のグランプリ1名を決定する。リニューアル当初は「グランプリトーナメント（略称：GPT）」と称していたが、2021年10月頃に「カラオケ王座決定戦」の名称となった。
ルールなどの詳細は、以下のとおり。
- 出場資格は、当該期間にSランク以上を獲得した上位者に限られる（年間を通じて上位に該当する得点であっても、獲得ランクがAランク以下であれば対象外）。
  - 第1回（2021年度） - 第3回（2023年度）は、Sランク以上獲得者の中で年間の得点上位12名が、そのままカラオケ王座決定戦進出となる。
    - 第3回（2023年度）では、前年度の放送2000回記念として2023年6月28日に行われた「千葉テレビカラオケ大賞放送2000回&地商総業50周年記念祭」のイベントで行われたカラオケ大会で、Sランク優勝者1名が特別枠で出場となり、この年度に限り13名の参加となった。

  - 第4回（2024年度）以降は、11月収録（放送は12月）で、1年間のSランク以上獲得者の中で年間の得点上位25名が、「選抜大会」に出場。そこで、カラオケ王座決定戦に参加できる12名を選出する。選抜大会は、2020年（オーディション形式へのリニューアル前最後の年度）以来4年ぶりとなる。
  - 「カラオケ王座決定戦」では、グランドシニア向けの特別枠は用意されていない。
- 会場は、チバテレAスタジオを使用（通常回のストリップ劇場風のセットではなく、『AKB48チーム8のKANTO白書 バッチこーい!』等で用いられる観客席が設けられたセット）。
- 審査員は通常回の審査委員長、作曲家・編曲家1名に加え、カラオケ音源（DAM）を提供している第一興商から1名、局代表としてチバテレから1名（会長、社長、相談役など）、番組代表として地商グループから1名、そしてこの回に限りゲスト歌手も審査員として加わる。
  - 第4回（2024年度）では、作曲家・編曲家の審査員はおらず、審査委員長、第一興商から1名、チバテレ相談役、地商グループ社長、ゲスト歌手（水森かおり）の5名のみとなった。
- 参加者は最大3曲を披露するため、事前に歌う予定の3曲を申請して参加する。ただし、ファイナルステージ前に敗退した場合は、披露されない曲が発生する。
  - 第4回（2024年度）以降は、ファーストステージで披露する曲は、当該年度の10月上旬時点でのDAM年間リクエストランキング上位曲（ポップスの上位300曲、または演歌・歌謡曲の上位300曲）の合計600曲の中から選ばなくてはならない。そのため、特に演歌・歌謡曲においては、長年カラオケで人気のある・知名度の高い曲の中から選出となり（ポップスの場合は、これに加えてその年の最新ヒット曲も入る）、誰もが知るような有名な歌ゆえの難しさも加わってくる。
- 以下の3つのステージを行い、最終的にグランプリ1名を決定する[注 21]。
  - ファーストステージ：12名[注 22]が、用意した3曲の中から1曲（2024年度以降は、前述のDAM年間リクエストランキング上位曲に限る）を選んで歌唱。審査員の審査により、7名がセカンドステージ進出。
  - セカンドステージ：7名が、ファーストステージで披露したもの以外の2曲の中から1曲を選んで歌唱。審査員の審査により、3名がファイナルステージ進出。
  - ファイナルステージ：3名が、用意した中での残りの1曲を歌唱。審査員の採点に加え、以下のスタジオ観覧者が1人1票で投票し、合計点が最も高かった出場者がチャンピオンとなる。
    - セカンドステージまでで敗退した出場者（基本的に、合計9名）
    - カラオケ王座決定戦出場者12名それぞれの関係者（家族、友人、カラオケ・飲み仲間など）1名ずつ
    - 協力店のオーナー・関係者
    - 番組スポンサーから代表者
- 通常回同様に、歌詞間違いに対しては厳しく、「カラオケ王座決定戦」では審査対象から除外される。実際に、第3回（2023年度）のファイナルステージでは歌詞間違いが1名発生し、該当者は審査員の得点が0点で、観覧者の得点のみとなった（チャンピオンにもなっていない）。
- 「カラオケ王座決定戦」出場者は、次節（翌年度）の「カラオケ王座決定戦」関しては出場対象外となる。

### アイキャッチ
『カラオケ大賞21』初期までは、該当出場者が挑戦終了後に司会者の指示により「コマーシャル!」と叫んでいた。なお、『21』初期の後半に入ってからは、メッセージを言ったあとに「コマーシャル!」と叫ぶ形式となっていた（「出場したぞ! コマーシャル!」というふうに）。
『21』第2期からは独立コーナーとなり、応援団が「カラオケ大賞21、コマーシャル～!」と叫ぶ形式となった。なお、週チャンピオン確定の際には、毎回司会の湯原から週チャンピオンに長々と優勝した弁を無茶振りされた。週チャンピオンは長々としたメッセージを復唱してから「コマーシャル!」と言わなければならないが、大体の人はメッセージが長すぎるため所どころ端折ったりしてしまい、「コマーシャル!」とだけを叫ぶ場合もあった。
『カラオケ大賞』（2019年 -）からは以上のやり取りは廃止され、協力店内で撮影したものなどに変更された。

## 放送時間
- 水曜 20:00 - 21:00 （1982年1月6日 - 1992年2月26日） ※前後番組により19:30に開始に調整されることがあった。土曜日12時台に再放送された。（休止の場合もあり）
- 金曜 20:00 - 21:00 （1992年3月6日 - 1995年12月29日）
- 月曜 20:00 - 21:00 （1996年1月1日 - 2007年3月26日）
- 日曜 21:00 - 22:00 （2007年4月1日 - 2009年9月27日）
- 月曜 20:00 - 21:00 （2009年10月5日 - 2010年1月25日）
- 月曜 20:00 - 20:55 （2010年2月1日 - 現在） ※5分短縮し、20:55 - 21:00は天気予報を放送。水曜日8時台に再放送される。

## 出演者

### 司会者
- 原田龍二（2023年2月6日 - ）

#### 過去
- 桂米助（現：ヨネスケ）（1982年1月6日 - 1986年12月）
- 鈴木ヤスシ（1987年1月7日 - 2002年12月30日）
- 湯原昌幸（2003年1月6日 - 2018年12月17日）
司会降板後の2020年8月17日放送分（第1864回）の「きょうの推薦曲」のコーナーに、湯原自身が作詞作曲した、福田みのる『あまのじゃく』の曲紹介としてVTR出演している。
- 風見しんご（2019年1月14日 - 2020年4月20日、2020年6月8日 - 2020年12月21日） ※2020年4月27日 - 6月1日は、新型コロナウイルスの影響で出演自粛
  - 伊戸のりお（2020年4月27日 - 2020年6月1日） - 新型コロナウイルスの影響により、風見の代役として審査員長と兼任
- 吉岡美穂（2021年1月4日 - 2023年1月23日）

### アシスタント
- 高梨瑞樹（2025年2月3日 - ）

#### 過去
カラオケ大賞（1982年 - 2002年）
- 中川ゆきみ（1982年1月6日 - 1983年12月28日）
- 沢麻美（1984年1月4日 - 1986年12月24日）
- 林かなえ（1987年1月7日 - 1989年12月27日）
- 田中美和子（1990年1月8日 - 1992年12月28日，1995年1月6日 - 1997年9月29日）
- 田中静枝（1993年1月4日 - 1994年12月26日）
- 相馬宏美（1997年10月6日 - 2002年12月30日）

カラオケ大賞21（2003年 - 2018年）
- 鈴木文子（2003年1月6日 - 2007年6月24日）
- 岩崎良美（2007年7月1日 - 2010年12月27日）
- 木村菜美（2011年1月3日 - 2012年4月2日）
- 岩崎良美（2012年4月9日 - 2013年3月25日）
- 栗林さみ（2013年4月1日 - 2015年12月14日）
- 椎名歩美（2016年1月11日 - 2018年12月17日）

カラオケ大賞（2019年 - 2020年）
- 飯田有咲（2019年1月14日 - 2020年4月20日、2020年6月22日 - 2020年12月21日） ※2020年4月27日 - 6月15日は、新型コロナウイルスの影響で出演自粛
※2021年はアシスタントを設けておらず、吉岡単独での進行であった。
- 山口ひろみ（2022年1月17日 - 2023年1月23日） ※ 2020年12月7日放送の「ようこそIDO'BARへ」のバーテンダー役（実質的な当日の進行役）として出演後、1年後の2022年1月10日の同企画にも同じ役で出演。その際、2022年1月17日よりアシスタントとして参加の旨が発表された。
- 山田かれん（2023年2月6日 - 2025年1月27日）
元La PomPonのメンバーで、ジョイスタッフ所属のフリーアナウンサー[5]。La PomPonとして、千葉県のご当地ソング『想い出の九十九里浜』（Mi-Keの同名曲のカバー）をリリースしている。

### 審査員長→スーパーバイザー
- 伊戸のりお（2017年1月9日 - ）
前述のとおり、2020年に司会との兼任期間あり
理由は不明だが、2023年6月放送分は欠席。そのため、審査員はゲストの作曲家2名と、通常通りのレコード会社プロデューサー1名という構成になった。
2025年度以降（2025年2月3日以降）は、審査員長→スーパーバイザーの立場となり、必ずしも毎回審査委員としては参加しない。

#### 過去
- 曽根幸明（1982年1月6日 - 2001年12月24日）
- 伊藤薫（2002年1月7日 - 2016年12月19日）

### ゲスト審査員
2021年から2名のゲスト審査員でオーディション収録。
- 田尾将実（作曲家：カラオケ大賞のオーディション収録の第1回・第7回・第14回・第23回・第29回）
- 梶田正宏（徳間ジャパン プロデューサー：カラオケ大賞のオーディション収録の第1回・第5回・第8回・第13回・第17回・第22回・第25回・第31回）
- 円香乃[注 23]（ボーカルトレーナー 作詞家：カラオケ大賞のオーディション収録の第2回・第5回・第10回・第15回・第21回・第27回・第32回）
- 磯田繁男（テイチクエンタテインメント プロデューサー：カラオケ大賞のオーディション収録の第2回・第14回・第18回・第27回・第32回→テイチクエンタテインメント ディレクター：カラオケ大賞のオーディション収録の第6回・第9回・第14回）
- 桧原さとし（作曲家：カラオケ大賞のオーディション収録の第3回・第9回・第16回・第24回・第28回・第34回）
- 田島美穂（徳間ジャパン チーフディレクター：カラオケ大賞のオーディション収録の第3回・第12回・第29回・第34回）
- 大谷明裕（作曲家：カラオケ大賞のオーディション収録の第4回・第11回・第19回・第25回・第31回）
- 湊尚子（キングレコード チーフディレクター：カラオケ大賞のオーディション収録の第4回・第7回・第11回・第15回・第20回・第24回・第28回・第33回）
- 岸本健介（作曲家：カラオケ大賞のオーディション収録の第6回・第13回・第20回・第28回）
- 岡千秋（作曲家：カラオケ大賞のオーディション収録の第8回・第17回）
- 岡本好幸（日本クラウン ディレクター：カラオケ大賞のオーディション収録の第10回・第16回・第21回・第26回・第30回）
- 松川秀幸（インスペクター 作曲家：カラオケ大賞のオーディション収録の第12回）→南乃星太（作曲家：カラオケ大賞のオーディション収録の第18回・第26回）
- 田中孝（徳間ジャパン プロデューサー：カラオケ大賞のオーディション収録の第19回）
- 叶弦大（作曲家：カラオケ大賞のオーディション収録の第22回・第30回）
- 佐田みさき（作曲家：カラオケ大賞のオーディション収録の第23回）
- 西つよし（作曲家：カラオケ大賞のオーディション収録の第33回）

#### 過去
- 徳久広司
- 中山大三郎
- 里村龍一
- 建石一
- 朝月廣臣
- 西條キロク
- 南郷達也
- 四方章人[注 24]
- 伊藤雪彦
- 山田孝雄
- 志賀大介
- 原田真二
- 影山時則
- 山口正美（レギュラー審査員（2002年 - 2014年）→ゲスト審査員（2015年 - 2020年））

### カラオケ大賞のオーディション収録予定　第3節
| 回数   | 収録日  | 放送日   | 歌のゲスト   | ゲスト審査員                        | ゲスト審査員                                        |
| 回数   | 収録日  | 放送日   | 歌のゲスト   | 作曲家 ボーカルトレーナー・作詞家   | プロデューサー チーフディレクター ディレクター      |
| ------ | ------- | -------- | ------------ | ----------------------------------- | --------------------------------------------------- |
| 第24回 | 1月9日  | 2月6日   | 黒川英二     | 作曲家：桧原さとし                  | キングレコード チーフディレクター：湊尚子           |
| 第24回 | 1月9日  | 2月13日  | 入山アキ子   | 作曲家：桧原さとし                  | キングレコード チーフディレクター：湊尚子           |
| 第24回 | 1月9日  | 2月20日  | 島津悦子     | 作曲家：桧原さとし                  | キングレコード チーフディレクター：湊尚子           |
| 第24回 | 1月9日  | 2月27日  | 青戸健       | 作曲家：桧原さとし                  | キングレコード チーフディレクター：湊尚子           |
| 第25回 | 2月5日  | 3月6日   | 花咲ゆき美   | 作曲家：大谷明裕                    | 徳間ジャパン プロデューサー：梶田正宏               |
| 第25回 | 2月5日  | 3月13日  | こおり健太   | 作曲家：大谷明裕                    | 徳間ジャパン プロデューサー：梶田正宏               |
| 第25回 | 2月5日  | 3月20日  | 宮坂志乃     | 作曲家：大谷明裕                    | 徳間ジャパン プロデューサー：梶田正宏               |
| 第25回 | 2月5日  | 3月27日  | 川神あい     | 作曲家：大谷明裕                    | 徳間ジャパン プロデューサー：梶田正宏               |
| 第26回 | 3月6日  | 4月3日   | 山口瑠美     | 作曲家：南乃星太                    | 日本クラウン ディレクター：岡本好幸                 |
| 第26回 | 3月6日  | 4月10日  | 黒川真一朗   | 作曲家：南乃星太                    | 日本クラウン ディレクター：岡本好幸                 |
| 第26回 | 3月6日  | 4月17日  | 走裕介       | 作曲家：南乃星太                    | 日本クラウン ディレクター：岡本好幸                 |
| 第26回 | 3月6日  | 4月24日  | 寺本圭佑     | 作曲家：南乃星太                    | 日本クラウン ディレクター：岡本好幸                 |
| 第27回 | 4月2日  | 5月1日   | かとうれい子 | ボーカルトレーナー・作詞家：円香乃  | テイチクエンタテインメント プロデューサー：磯田繁男 |
| 第27回 | 4月2日  | 5月8日   | 藤井香愛     | ボーカルトレーナー・作詞家：円香乃  | テイチクエンタテインメント プロデューサー：磯田繁男 |
| 第27回 | 4月2日  | 5月15日  | 三代沙也可   | ボーカルトレーナー・作詞家：円香乃  | テイチクエンタテインメント プロデューサー：磯田繁男 |
| 第27回 | 4月2日  | 5月28日  | 千葉げん太   | ボーカルトレーナー・作詞家：円香乃  | テイチクエンタテインメント プロデューサー：磯田繁男 |
| 第28回 | 5月7日  | 6月5日   | 青山新       | 作曲家：岸本健介 作曲家：桧原さとし | キングレコード チーフディレクター：湊尚子           |
| 第28回 | 5月7日  | 6月12日  | 舞乃空       | 作曲家：岸本健介 作曲家：桧原さとし | キングレコード チーフディレクター：湊尚子           |
| 第28回 | 5月7日  | 6月19日  | 彩青         | 作曲家：岸本健介 作曲家：桧原さとし | キングレコード チーフディレクター：湊尚子           |
| 第28回 | 5月7日  | 6月26日  | 竹川美子     | 作曲家：岸本健介 作曲家：桧原さとし | キングレコード チーフディレクター：湊尚子           |
| 第29回 | 6月4日  | 7月3日   | はやぶさ     | 作曲家：田尾将実                    | 徳間ジャパン チーフディレクター：田島美穂           |
| 第29回 | 6月4日  | 7月10日  | 北沢麻衣     | 作曲家：田尾将実                    | 徳間ジャパン チーフディレクター：田島美穂           |
| 第29回 | 6月4日  | 7月17日  | チェウニ     | 作曲家：田尾将実                    | 徳間ジャパン チーフディレクター：田島美穂           |
| 第29回 | 6月4日  | 7月24日  | 西尾夕紀     | 作曲家：田尾将実                    | 徳間ジャパン チーフディレクター：田島美穂           |
| 第30回 | 7月2日  | 8月7日   | 美貴じゅん子 | 作曲家：叶弦大                      | 日本クラウン ディレクター：岡本好幸                 |
| 第30回 | 7月2日  | 8月21日  | 井上由美子   | 作曲家：叶弦大                      | 日本クラウン ディレクター：岡本好幸                 |
| 第30回 | 7月2日  | 8月28日  | 葵かを里     | 作曲家：叶弦大                      | 日本クラウン ディレクター：岡本好幸                 |
| 第31回 | 8月6日  | 9月4日   | 男石宜隆     | 作曲家：大谷明裕                    | 徳間ジャパン プロデューサー：梶田正宏               |
| 第31回 | 8月6日  | 9月11日  | 津吹みゆ     | 作曲家：大谷明裕                    | 徳間ジャパン プロデューサー：梶田正宏               |
| 第31回 | 8月6日  | 9月18日  | 多岐川舞子   | 作曲家：大谷明裕                    | 徳間ジャパン プロデューサー：梶田正宏               |
| 第31回 | 8月6日  | 9月25日  | 瀬口侑希     | 作曲家：大谷明裕                    | 徳間ジャパン プロデューサー：梶田正宏               |
| 第32回 | 9月3日  | 10月2日  | 浜博也       | ボーカルトレーナー・作詞家：円香乃  | テイチクエンタテインメント プロデューサー：磯田繁男 |
| 第32回 | 9月3日  | 10月9日  | 桑江知子     | ボーカルトレーナー・作詞家：円香乃  | テイチクエンタテインメント プロデューサー：磯田繁男 |
| 第32回 | 9月3日  | 10月16日 | 若山かずさ   | ボーカルトレーナー・作詞家：円香乃  | テイチクエンタテインメント プロデューサー：磯田繁男 |
| 第32回 | 9月3日  | 10月23日 | 山口ひろみ   | ボーカルトレーナー・作詞家：円香乃  | テイチクエンタテインメント プロデューサー：磯田繁男 |
| 第33回 | 10月1日 | 11月6日  | 岡ゆう子     | 作曲家：西つよし                    | キングレコード チーフディレクター：湊尚子           |
| 第33回 | 10月1日 | 11月13日 | 門松みゆき   | 作曲家：西つよし                    | キングレコード チーフディレクター：湊尚子           |
| 第33回 | 10月1日 | 11月19日 | 伊達悠太     | 作曲家：西つよし                    | キングレコード チーフディレクター：湊尚子           |
| 第33回 | 10月1日 | 11月26日 | 三船和子     | 作曲家：西つよし                    | キングレコード チーフディレクター：湊尚子           |
| 第34回 | 11月5日 | 12月     |              | 作曲家：桧原さとし                  | 徳間ジャパン チーフディレクター：田島美穂           |

## 備考
- 番組開始当時は水曜20時からの番組だった。のちに金曜20時台での放送に変更されたが、1996年には月曜20時台に移動した。2007年4月2日から「東名阪ネット6」製作番組第1弾『カルチャーSHOwQ〜21世紀テレビ検定〜』（テレビ神奈川が幹事局で千葉テレビ・テレビ埼玉・三重テレビ・KBS京都・サンテレビが参加加盟局）というクイズ番組を同時ネット（2009年4月からは同時間枠に『韓国ドラマ 春の日』を放送）に伴い、日曜21時 - 22時の日曜ゴールデンに進出。その後、東名阪ネット6同時ネット枠がなくなったことにより、2009年10月から月曜20時枠に戻されることとなった。
- 番組開始にあたり、千葉テレビの営業関係者が群馬に赴き、『群馬テレビカラオケ大賞』（現：『カラオケチャンネル』）（群馬テレビ）[注 25]の実態調査をしている（千葉テレビの社史より）。もともと番組同士の交流などはなかったが、2018年10月29日放送分では、現在の『カラオケチャンネル』の審査委員長を務めている杉本真人がゲストとして当番組に出演。元司会の湯原昌幸と共に「ルービー・ブラザーズ」の曲をオープニングとゲストコーナーの2曲披露した。その傍ら、カラオケ番組の審査委員長を生かせて、当番組の審査員としての役割も果たせた。
- スナックやカラオケ喫茶や音楽事務所の推薦で出場するため、曲は演歌や歌謡曲が多く、中高年層の参加者が多い[注 26]。ただし、まれに最近のJ-POPで挑戦する人や、中学生や高校生が参加することがある。2017年頃からは東京都内より若手の劇団員が出場する機会が増えた。2019年頃からは協力店の中にJ-POPの歌唱をメインとする店舗が加わったことなどもあり、毎週1組程度はJ-POPやアニメソングを披露する参加者が存在するようになった。こうしたことから、前述の通り2020年に「J-POP大会」が開催されるに至っている。
  - 2011年8月22日放送では、水樹奈々の「Tears' Night」（アルバム『ALIVE & KICKING』収録曲）で挑戦し、今週のチャンピオンとなった参加者が存在する。
  - 2012年の第57回グランドチャンピオン大会では、絢香の「みんな空の下」で挑戦した女子高生がグランドチャンピオンに輝いている。
- 出場者だけでなく、出場者を応援した応援団の中から毎週1組「応援賞」があり、商品が授与された。その応援ぶりは、「エイエイオー」などの掛け声がばらばらだったり、横断幕の手作り加減と素人臭さが多いのも特徴である。なお、既述のとおり、この応援賞は2019年のリニューアルで廃止された。
- 地元千葉県出身のマツコ・デラックスが、レギュラー出演している『5時に夢中!』（TOKYO MX、2010年8月23日放送）で当番組のことを紹介したことがある。ただし当然ながら、当番組はTOKYO MXにはネットしていない。
- 当番組元司会の湯原昌幸が、2015年5月21日・2018年6月14日放送のテレ玉『カラオケ1ばん』に歌のゲストとして出演し、司会の岸田敏志と共演。カラオケ番組の司会者同士が共演するのは異例である。また、同番組の現アシスタントが当番組に歌のゲストとして出演するのは珍しくはない。
- 2016年5月23日には、ホテルニューオータニ幕張で開催された放送35周年記念式典の模様を放送した。なお、余談であるが、チバテレとしても同年5月1日に開局45周年[6]を迎えた。
- 2018年12月3日放送では、当番組の特別企画として「湯原昌幸のちば散歩」を放送。オープニングでは、湯原が「あんまり千葉をよく知りません」と発言。千葉市中央区周辺をぶらりと散歩しながら、歌も披露。訪れる度にサプライズが待っていた。最初に訪れた1軒目のイタリア料理店では初代アシスタントの鈴木文子が登場し、約11年半ぶりの再会。2軒目のカラオケ店では2代目アシスタントの岩崎良美が登場し、約5年半ぶりの再会。3軒目のお菓子店では4代目アシスタントの栗林さみが登場し、約3年ぶりの再会を果たした。4軒目の焼肉店では妻の荒木由美子が登場。2人でカラオケ大賞と私生活を振り返った。最後の手紙の場面では、妻が書いたと思われていた内容が、実は1970年代に湯原と共演していたせんだみつおが書いたと判明。荒木は「私が手紙を書いたとは一言も言ってない」と発言し、湯原を驚かせた。